# Griady (obwód kurski)
Griady (ros. Гряды) – wieś (ros. деревня, trb. dieriewnia) w zachodniej Rosji, w sielsowiecie płatawskim rejonu konyszowskiego w obwodzie kurskim.

## Geografia
Miejscowość położona jest nad Sużawicą (lewy dopływ Swapy), 7 km od centrum administracyjnego sielsowietu (Kaszara), 21 km na południowy zachód od centrum administracyjnego rejonu (Konyszowka), 83 km na zachód od Kurska.
We wsi znajduje się 75 posesji.
Klimat
Miejscowość, jak i cały rejon, znajduje się w strefie klimatu kontynentalnego z łagodnym ciepłym latem i równomiernie rozłożonymi opadami rocznymi (Dfb w klasyfikacji klimatów Köppena).

## Demografia
W 2010 r. wieś zamieszkiwały 72 osoby.